# Lillian (Alabama)
Lillian ist eine unincorporated community und ein Census-designated place im Osten des Baldwin County im US-Bundesstaat Alabama. Die Gemeinde liegt am U.S. Highway 98 am Westufer der Perdido Bay, etwa 15 Kilometer östlich von Elberta. Die Ostgrenze des Ortes bildet die Staatsgrenze zwischen Alabama und Florida.

## Geschichte
Benannt wurde die Gemeinde nach Lillian Kee, der Tochter des Postmeisters William Thomas Kee. Bereits 1630 vergab der König von Spanien Landrechte an die Familie Suarez, auf deren Gebiet sich heute Lillian befindet. Im Jahr 1923 erwarb die Baldwin Colonization Company das Areal, um es als Ferien- und Urlaubsort zu vermarkten. Lillian verfügte einst über eine eigene Schule und ein Hotel, das ursprünglich in Elberta stand, dort zerlegt und in Lillian wieder aufgebaut wurde.
Das Postamt von Lillian wurde 1884 eröffnet.
Die Perdido Bay Bridge, die Lillian mit Florida verbindet, wurde 1916 gebaut und ersetzte eine vorherige Fährverbindung. 1930 entstand eine zweite Brücke, deren Betrieb die Bundesstaaten Alabama und Florida übernahmen. Bis 1943 war sie mautpflichtig, die heutige Brücke stammt aus dem Jahr 1980.
Der Old Spanish Cemetery in Lillian enthält Gräber aus dem frühen 16. Jahrhundert. Das Lillian Swamp wird heute als Naturschutzgebiet im Rahmen des Forever Wild Land Trust verwaltet und gilt als bedeutender Lebensraum für Zugvögel und andere Tierarten der Golfküste.

## Bildung
Lillian gehört zum Schulbezirk der Baldwin County Public Schools.